# Мартирий Зеленецкий

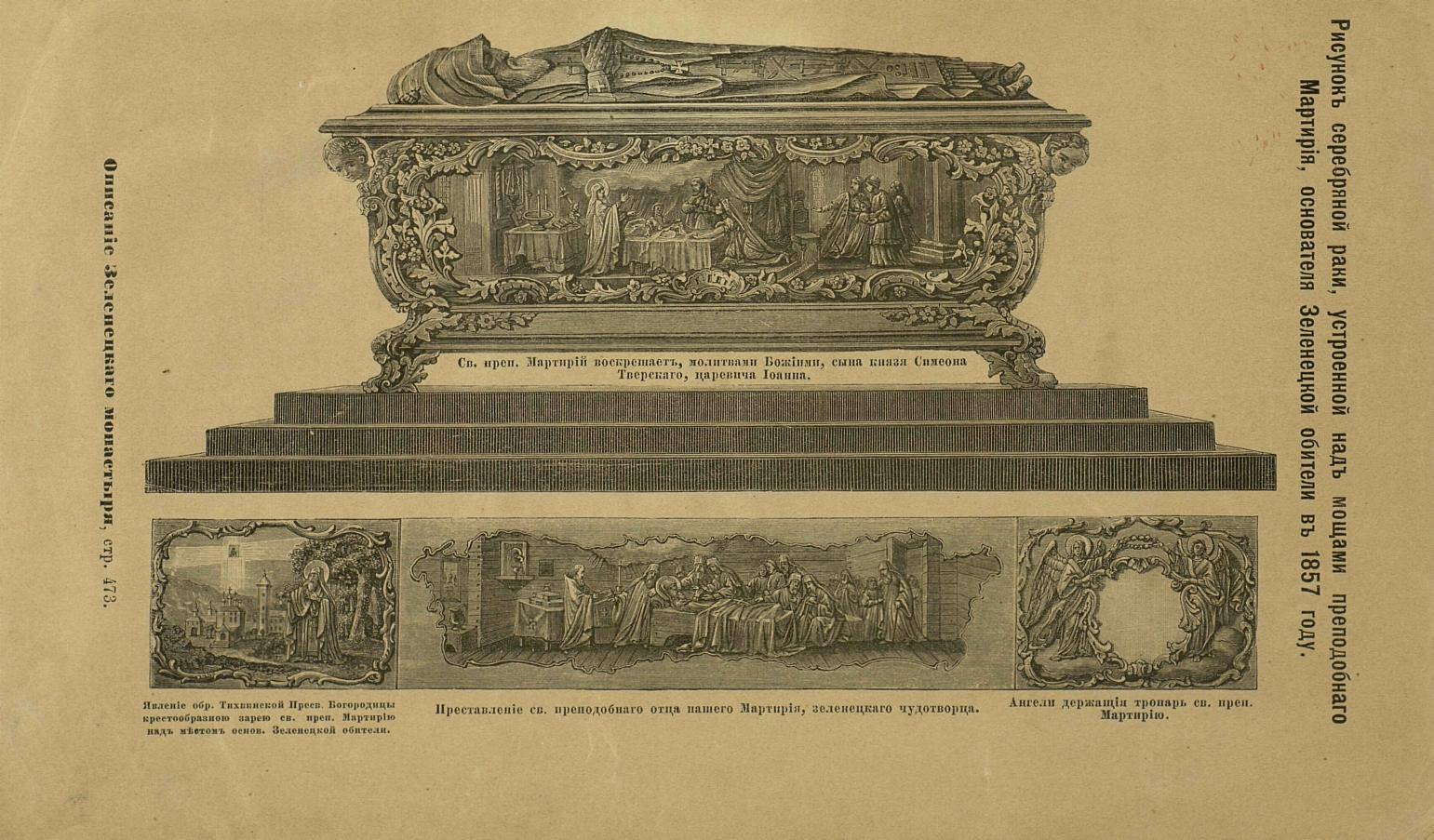
Рисунок серебряной раки, устроенной над мощами преподобного Мартирия, основателя Зеленецкой обители

Марти́рий Зелене́цкий (Марти́рий Великолу́кский, в миру — Мина; начало XVI века, Великие Луки — 1 (11) марта 1603, Зеленецкий-Троицкий монастырь) — основатель Свято-Троицкого Зеленецкого монастыря. Канонизирован в Русской церкви в лике преподобного, память совершается 1 (14) марта и 11 (24) ноября.

## Жизнеописание
Преподобный Мартирий, в мире Мина, родился в Великих Луках. На десятом году жизни остался без родителей, которых звали Косма и Степанида. К этому времени отрок Мина уже знал Псалтирь. Заботу о сироте взял на себя иерей Благовещенской церкви по имени Боголеп, и Мина полюбил церковную службу.
Спустя несколько лет овдовевший священник постригся в обители бессребреников; Мина посещал его и здесь, — посещал и тогда, как Боголеп поставлен был в строителя Великолуцкой Сергиевой обители. В этой обители Мина, раздав всё имение, принял пострижение от наставника своего и назван Мартирием. Великолуцкий житель Афанасий, постриженный с именем Авраамия, поручен был руководству Мартирия и заменил труды его по храму.
Прожив 7 лет при наставнике Боголепе, Мартирий пожелал жить в уединении в пустынном месте, за 60 вёрст от Лук. Пишет преподобный в своей повести: «Возле какого-то ручья, на берегу в земле, в глине, выкопали мы себе землянку и покрыли её еловыми ветками. Я же жил в пустыни и питался рукоделием своим: плёл из лыка лапти и с навещающем крестьянином отсылал по сёлам жителям, а они присылали с ним же всё потребное мне. И я, грешный, принимал с благодарностью от них приносимое». Однако наставник прислал ему совет возвратиться в общежитие, так как здесь может он быть полезным и для других. В недоумении отправился он на поклонение Смоленской иконе Богоматери и чудотворцу Авраамию. В Смоленске получил ответ: «ты должен жить в пустыне, где укажет Господь и Его Пречистая Матерь». В Тихвинской обители обрадован он был свиданием с учеником своим Авраамием, который, быв болен, исцелён Богоматерью и оставался в Тихвине.
Мартирий просил Господа указать ему уединенное место для подвигов. Такое место указано было ночью ученику Мартириеву знамением крестовидной зари на острове, издавна называвшемся Зелёным. Благочестивый поселянин Иосиф по временам приносил ему пищу, а иногда, смущаемый помыслами и суетой, надолго оставлял без неё. По времени узнали и об отшельнике Зеленого острова. Как ни много тогда было в Новгородской области иноческих обителей, но в глуши, где поселился Мартирий, их не было. Потому, узнав о Мартирии, с особенным жаром стремились в его пустыню искренние подвижники.
Мартирий построил часовню и кельи с оградой. Узнал о преподобном и благочестивый Новгородский боярин Феодор Сырков; его усердием построен был в Мартириевой пустыни храм Благовещения, а братия упросили старца принять на себя сан священства и начальство над ними со званием игумена. Это было не позже 1570 года.
Но блаженному Мартирию в его глуши долго пришлось бороться с нуждами и бедностью. В писцовой книге Обонежской пятины за 1583 год читаем: «В Михайловском погосте на Ладожском подгорье монастырь называемый Зеленая пустынь, на острове, вновь строится в черном лесу. В монастыре церковь живоначальной Троицы, другая церковь — Благовещения с трапезою, обе деревянные; в монастыре игумен Мартирий и 12 старцев; ограда вокруг монастыря — деревянная; за монастырем двор коровий и конюшенный; пашни нет».
Вот что рассказывает преподобный о небесном утешении, посетившем его: «Спал я в своей келье, в чулане, и увидел во сне Пречистую Богородицу в девичьем образе; благолепна была Она на вид: не видел я между людьми такой красивой девицы; умиленна лицом и прекрасна. На голове у неё был золотой венец, украшенный разноцветными каменьями. Невозможно человеческому уму постигнуть красоты её, ни выразить языком. Она же, Царица и Богородица, взирает на меня. Очи её были полны слез, чуть не канут на её пречистое лице».
В последние годы жизни блаженный прославился даром исцелений. В 1595 году в проезд свой в Москву остановился он в Твери. У жившего тогда в Твери царя Симеона Бекбулатовича был весьма болен сын, и царь, узнав о Мартирии, просил его прийти помолиться за умирающего сына. Преподобный возложил на грудь Иоанна Тихвинскую икону Богоматери, и больной исцелел. После того признательный царь был самым усердным благотворителем Мартириева монастыря. В 1595 году царь Феодор Иоаннович дал монастырю жалованную грамоту, утвердив основанный преподобным монастырь.
За полтора года до кончины святой старец посвятил себя безмолвию и молитве; выкопав своими руками могилу и в ней поставив гроб, приходил сюда плакать и молиться. Мирно почил он 1 (11) марта 1603 года. Мощи преподобного Мартирия почивают в гробнице, устроенной Новгородским митрополитом Корнилием, бывшим прежде того Зеленецким игуменом, который, почитая сего угодника Божьего, описал житие его и сочинил службу ему.

## Иконография
Преподобный Мартирий традиционно на иконах изображается в полном монашеском облачении: подряснике, рясе, поясе, мантии, аналаве на груди, в схиме на плечах и в сапожках; с благословляющей десницей и свитком в левой руке.

## Прочие сведения
В 1893 г. в Императорскую Публичную библиотеку (ныне Российская национальная) в составе собрания Ф. И. Буслаева поступил сборник, содержащий единственный дошедший до нас список уникального произведения древнерусской литературы – Повести Мартирия Зеленецкого об основании Троицкого Зеленецкого монастыря.
Повесть можно считать первой в русской литературе автобиографией, предшествовавшей известным автобиографическим житиям писателей-старообрядцев: инока Епифания и протопопа Аввакума. Авторская рукопись Мартирия до нас не дошла. Единственный список, сохранившийся в этом сборнике, датируется 1640-1650-ми гг. и сделан спустя несколько десятилетий после смерти автора. В конце текста читается приписка дьяка «Зеленой пустыни», что позволяет отнести манускрипт к рукописной традиции Троицкого Зеленецкого монастыря.
Во второй половине XVII века Повесть послужила фактической основой для составления Жития Мартирия Зеленецкого.
Великолукская наступательная операция (ноябрь 1942 — январь 1943 года), началась 24 ноября в день памяти святого преподобного Мартирия — игумена Зеленецкого (по григорианскому календарю), единственного святого, родившегося в городе Великие Луки.